# Wesley (Dominica)

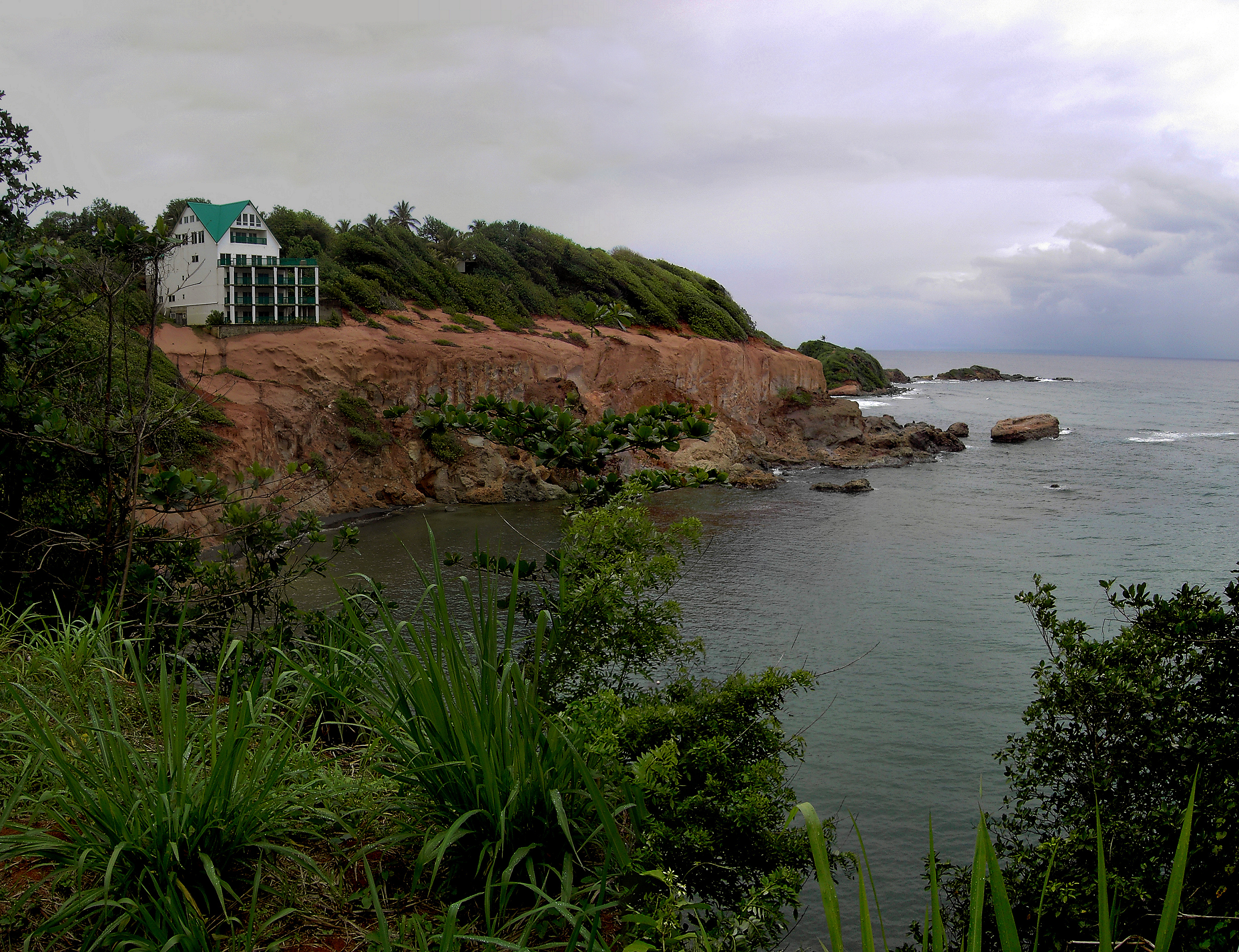
Küste vor Wesley

Wesley ist ein Ort im Norden von Dominica. Die Gemeinde hatte im Jahr 2011 1362 Einwohner. Wesley liegt im Parish Saint Andrew.

## Geschichte
In den 1860er-Jahren wurde die Siedlung als Wesleyville bezeichnet. In den 1940er- und 1950er-Jahren profitierte Wesley maßgeblich vom Bananenboom. In der Folge konnten die Dorfbewohner ihre Kinder in weiterführende Schulen in Roseau schicken.